# Jørgen Læssøe
Jørgen Læssøe, född 2 juni 1924 i Jægerspris i Danmark, död 2 februari 1993, var en dansk assyrilog verksam vid Köpenhamns universitet.
Efter studentexamen 1942 inledde Læssøe studier i jämförande språkvetenskap, men efter att ha bevistat professor Otto E. Ravns föreläsningar i assyriologi sadlade han om till detta ämne . Han fick magisterkonferens i semitisk filologi 1948 och arbetade därefter i Chicago. Efter återkomsten till Danmark 1951 tjänstgjorde han som lektor vid Köpenhamns universitet. År 1956 blev han filosofie doktor på avhandlingen Studies on the Assyrian Ritual and Series bît rimki (1955). År 1957 ledde han, tillsammans med Harald Ingholt, de danska utgrävningarna i Tell Shemshâra i norra Irak, som resulterade i ett fynd av flera kilskriftstavlor från 1800 f.v.t. Samma år utnämndes han till professor i assyriologi vid Köpenhamns universitet, en befattning han innehade till 1987.
Læssøe kallades till ledamot av Det Kongelige Danske Videnskabernes Selskab 1970 och blev riddare av 1 graden av Dannebrogorden 1974.
Han är gravsatt på Holmens kyrkogård i Köpenhamn.